# Černina
Černina je obec na Slovensku v okrese Humenné v Prešovském kraji ležící v jižní části Nízkých Beskyd. Žije zde 154 obyvatel.
První písemná zmínka pochází z roku 1492. Nachází se zde římskokatolický kostel Nejsvětějšího Srdce Ježíšova.